# Standard Chartered Bank (Gambia)
Die Standard Chartered Bank Gambia Ltd. ist ein Kreditinstitut im westafrikanischen Staat Gambia.

## Das Unternehmen
Das von Onesimo J. S. Mukumba geleitete Unternehmen mit Geschäftssitz in der Hauptstadt Banjul ist das seit 1894 mit einem Marktanteil von 55 Prozent führende und älteste Kreditinstitut des Landes. Es ist Teil bzw. Tochtergesellschaft der weltweit operierenden Standard Chartered Bank Ltd. mit Sitz in London, die auch im FTSE 100 gelistet ist. Über die Standard Chartered Holdings (Africa) BV hält sie die Mehrheit von 74,9 Prozent an der Standard Chartered Bank Gambia Ltd. Die restlichen 25,1 Prozent werden von gambischen Aktionären gehalten.
Neben den üblichen Bankdiensten für Privat- und Geschäftskunden wird auch Internet-Banking angeboten. Als einzige Bank in Gambia hat sie ihre Filialen in der Kombo-St. Mary Area und Banjul mit Geldautomaten ausgerüstet.
Die Bank unterhält ein Filialnetz, das fünf Niederlassungen umfasst: in Banjul, Serekunda, Bakau, Kololi Beach bzw. Senegambia Area und in Basse Santa Su. Der Unternehmenssitz in Banjul liegt an der Ecowas Avenue in der Nachbarschaft der Zentralbank.

## Geschichte

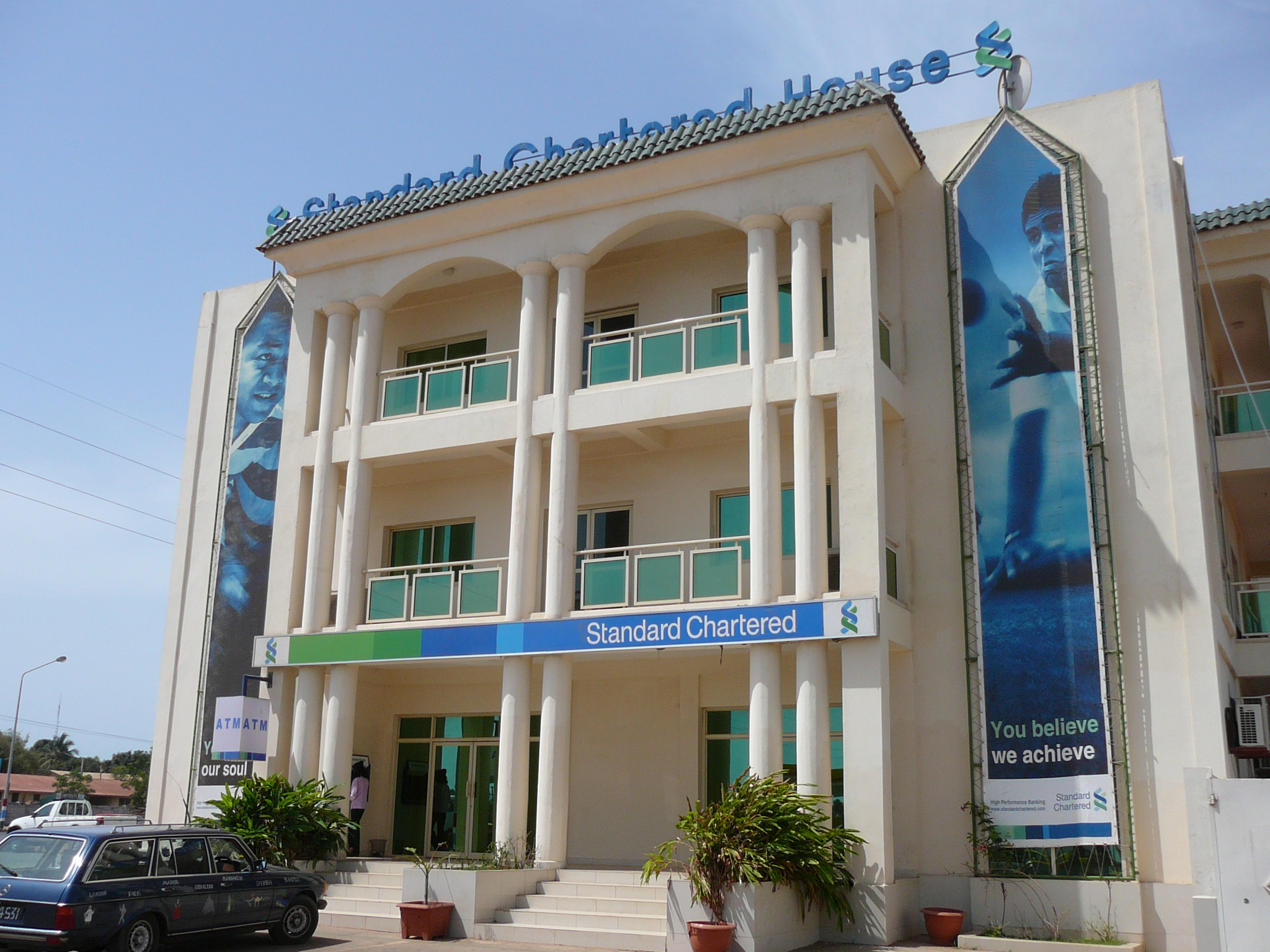
Gebäude der Standard Chartered Bank an der Kariaba Avenue

Die Standard Chartered Bank Gambia Ltd. entstand aus der Bank of British West Africa, die seit 1894 eine Niederlassung in der ehemaligen britischen Kolonie Gambia hatte. Die frühere Standard Bank übernahm 1965 die Bank of British West Africa, 1969 wurde aus der Standard Bank und Chartered Bank die Standard Chartered Bank Ltd.